# 孫鳳
孫鳳（1466年—？），字鳴和，河南洛陽人，軍匠籍。明朝政治人物、同進士出身。

## 生平
治《易經》，行五，由國子生中式河南鄉試第三十四名舉人，年四十三歲中式正德三年（1508年）戊辰科會試第二百二十名，第三甲第一百九十一名進士。累官兵部郎中。明武宗南巡之爭中，孫鳳進諫勸阻，被施杖刑，謫貶外地为德安府同知。明世宗即位后，復官，正德十六年（1521年）五月升湖广按察使司副使。嘉靖四年（1525年）五月升陕西行太仆寺卿，十一年正月升湖广右布政使。

## 家族
曾祖孙谦。祖父孙震。父孙浩。前母王氏；母张氏。慈侍下。兄礼、智、鉴、信。